# Míntaqa
Una míntaqa (àrab: منطقة, minṭaqa; en plural مناطق, manāṭiq) és una divisió administrativa de primer nivell a l'Aràbia Saudita, el Txad i Israel i un terme per a una divisió administrativa de segon nivell en altres països àrabs. Literalment significa ‘cinturó’, però per extensió s'empra per a ‘àrea’, ‘zona’, ‘regió’, ‘territori’, ‘contrada’, així com per a ‘districte’, ‘circumscripció’, ‘província’ i fins i tot per a ‘barri’ o ‘país’.

## Divisió administrativa de primer nivell
- Districtes d'Israel
- Províncies de l'Aràbia Saudita
- Regions de Bahrain (divisió antiga, actualment reemplaçades per governacions)
- Regions d'Oman (divisió antiga, juntament amb les governacions, actualment només existeixen governacions)
- Regions del Txad

## Divisió administrativa de segon nivell
- Àrees de Kuwait (per sota les governacions)
- Districtes de Síria (per sota les governacions; antigament eren anomenades qadàs)
- Sectors de Tunísia